# Alhambra-váza

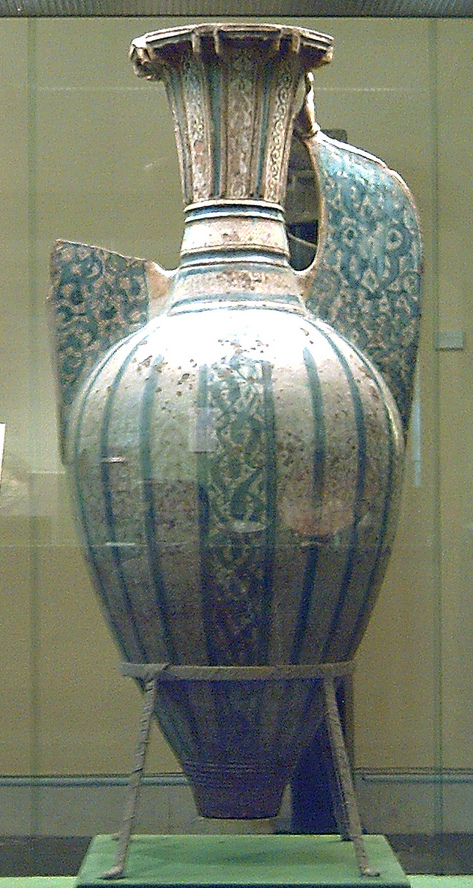
Alhambra-típusú váza

Az Alhambra-váza Granadában a 14. századból való spanyol-mór díszedény, amelyet az Alhambra egy pincéjében találtak a 16. században. A sárgás mázat fehér, arany és kék arabeszkek, feliratos szalagok és két antilopszerű állat díszítik. Az egész felület a spanyol-mór fajanszokra jellemző fémlüsztert mutatja.